# Eremolaena
Eremolaena is een geslacht van planten uit de familie Sarcolaenaceae. De soorten komen voor op het eiland Madagaskar.

## Soorten
- Eremolaena darainensis Nusb. & Lowry
- Eremolaena humblotiana Baill.
- Eremolaena rotundifolia (F.Gérard) Danguy